# Anopheles

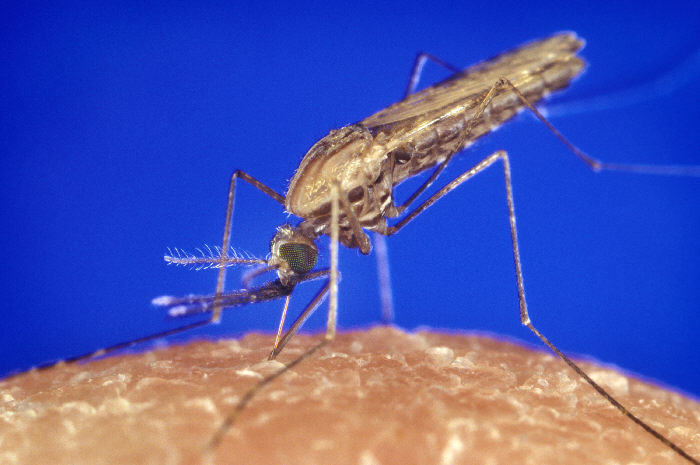
Anopheles gambiae

Țânțarul anofel (Anopheles), numit și „țânțarul malariei” sau al febrei de baltă, este un gen de țânțari care face parte din subfamilia Anophelinae. Genul Anopheles cuprinde 420 de specii din care circa 40 de specii transmit malaria. Acești țânțari sunt mici, având dimensiuni de aproximativ 6 mm și au un corp firav. Când sunt așezați au poziția corpului oblică, caracteristică, într-un unghi de 30 - 45° față de substratul pe care se află.

## Mod de răspândire
Țânțarii din genul Anopheles, se pot întâlni peste tot cu excepția Antarcticii. Ei trăiesc în bazinul oceanului Pacific, inclusiv Noua Zeelandă, Fiji sau Noua Caledonie și pe unele insule din Atlantic.

## Ciclu evolutiv
Ciclul evolutiv al țânțarilor în general durează în funcție de temperatură și specie, între 5 - 14 zile, fiind legat de mediul acvatic. Fără apă ei nu se pot înmulți; e suficientă o cantitate foarte mică de apă. Femela fecundată depune în apă, 50-200 de ouă negre. Ouăle, pentru menținere la suprafața apei, au organe de înot. În funcție de temperatură din ouă la 2-3 zile sau 2-3 săptămâni, eclozează larvele. Ele pentru a putea respira se mențin la suprafața apei, se scufundă numai în caz de pericol. Hrana larvelor constă din microorganisme și alge care sunt filtrate din apă. După circa 4 năpârliri, larvele devin pupe din care iese la câteva zile țânțarul adult. Masculii în căutare de femele zboară în roiuri.

## Mod de hrănire
Țânțarii se hrănesc cu sucuri de plante. Pentru a-și satisface necesarul de proteine, numai femelele fecundate au nevoie de sânge, cel puțin o dată. La scurt timp după ieșire din pupe, femelele sunt fecundate și caută donatori de sânge. Aceasta are loc pe timpul întunericului, dimineața și seara. După consumare de sânge, ea depune ouăle în timp de 2 - 3 zile. Înțepătura țânțarului produce o tumefiere a pielii însoțită de prurit (mâncărime), pruritul fiind mult mai intens în cazul anofelilor. O dată cu înțepătura, țânțarii pot deveni vectorii unor boli infecțioase sau parazitare.
Ronald Ross a studiat ciclul evolutiv al țânțarului anofel și a fost unul dintre primii care a observat că este vectorul malariei.

## Specii de anofeli
- Anopheles aberrans
- Anopheles acaci
- Anopheles acanthotorynus
- Anopheles aconitus
- Anopheles africanus
- Anopheles ahomi
- Anopheles ainshamsi
- Anopheles aitkenii
- Anopheles albimanus
- Anopheles albitarsis
- Anopheles albotaeniatus
- Anopheles algeriensis
- Anopheles alongensis
- Anopheles amictus
- Anopheles anchietai
- Anopheles annandalei
- Anopheles annularis
- Anopheles annulipalpis
- Anopheles annulipes
- Anopheles anomalophyllus
- Anopheles antunesi
- Anopheles apicimacula
- Anopheles apoci
- Anopheles aquasalis
- Anopheles arabiensis
- Anopheles arboricola
- Anopheles ardensis
- Anopheles argenteolobatus
- Anopheles argyritarsis
- Anopheles argyropus
- Anopheles arnoulti
- Anopheles artemievi
- Anopheles aruni
- Anopheles asiatica
- Anopheles asiaticus
- Anopheles atratipes
- Anopheles atroparvus
- Anopheles atropos
- Anopheles aurirostris
- Anopheles austenii
- Anopheles auyantepuiensis
- Anopheles azaniae
- Anopheles azevedoi
- Anopheles aztecus
- Anopheles baezai
- Anopheles baileyi
- Anopheles baimaii
- Anopheles baisasi
- Anopheles balabacensis
- Anopheles balerensis
- Anopheles bambusicolus
- Anopheles bancroftii
- Anopheles barberellus
- Anopheles barberi
- Anopheles barbirostris
- Anopheles barbiventris
- Anopheles barbumbrosus
- Anopheles barianensis
- Anopheles basilewskyi
- Anopheles beklemishevi
- Anopheles belenrae
- Anopheles bellator
- Anopheles benarrochi
- Anopheles bengalensis
- Anopheles benguetensis
- Anopheles berghei
- Anopheles bervoetsi
- Anopheles boliviensis
- Anopheles borneensis
- Anopheles brachypus
- Anopheles bradleyi
- Anopheles braziliensis
- Anopheles brevipalpis
- Anopheles brevirostris
- Anopheles brohieri
- Anopheles broussesi
- Anopheles brucei
- Anopheles brumpti
- Anopheles brunnipes
- Anopheles bulkleyi
- Anopheles bustamentei
- Anopheles buxtoni
- Anopheles bwambae
- Anopheles calderoni
- Anopheles caliginosus
- Anopheles cameronensis
- Anopheles cameroni
- Anopheles campestris
- Anopheles canorii
- Anopheles carnevalei
- Anopheles caroni
- Anopheles carteri
- Anopheles changfus
- Anopheles chiriquiensis
- Anopheles chodukini
- Anopheles christyi
- Anopheles cinctus
- Anopheles cinereus
- Anopheles claviger
- Anopheles clowi
- Anopheles colledgei
- Anopheles collessi
- Anopheles comorensis
- Anopheles concolor
- Anopheles confusus
- Anopheles corethroides
- Anopheles costai
- Anopheles costalis
- Anopheles courdurieri
- Anopheles coustani
- Anopheles cracens
- Anopheles crawfordi
- Anopheles cristatus
- Anopheles cristipalpis
- Anopheles crockeri
- Anopheles crucians
- Anopheles cruzii
- Anopheles crypticus
- Anopheles cucphuongensis
- Anopheles culicifacies
- Anopheles culiciformis
- Anopheles cydippis
- Anopheles daciae
- Anopheles danaubento
- Anopheles dancalicus
- Anopheles darlingi
- Anopheles daudi
- Anopheles dazhaius
- Anopheles deaneorum
- Anopheles deemingi
- Anopheles demeilloni
- Anopheles diluvialis
- Anopheles dirus
- Anopheles dispar
- Anopheles distinctus
- Anopheles domicola
- Anopheles donaldi
- Anopheles dravidicus
- Anopheles dthali
- Anopheles dualaensis
- Anopheles dunhami
- Anopheles dureni
- Anopheles earlei
- Anopheles eiseni
- Anopheles ejercitoi
- Anopheles elegans
- Anopheles engarensis
- Anopheles eouzani
- Anopheles epiroticus
- Anopheles erepens
- Anopheles erythraeus
- Anopheles ethiopicus
- Anopheles evandroi
- Anopheles evansae
- Anopheles faini
- Anopheles farauti
- Anopheles fausti
- Anopheles filipinae
- Anopheles flavicosta
- Anopheles flavirostris
- Anopheles fluminensis
- Anopheles fluviatilis
- Anopheles fontinalis
- Anopheles forattinii
- Anopheles formosus
- Anopheles fragilis
- Anopheles franciscanus
- Anopheles franciscoi
- Anopheles freeborni
- Anopheles freetownensis
- Anopheles freyi
- Anopheles funestus
- Anopheles fuscicolor
- Anopheles fuscivenosus
- Anopheles gabaldoni
- Anopheles galvaoi
- Anopheles gambiae
- Anopheles garnhami
- Anopheles geometricus
- Anopheles georgianus
- Anopheles gibbinsi
- Anopheles gigas
- Anopheles gilesi
- Anopheles gomezdelatorrei
- Anopheles gonzalezrinconesi
- Anopheles grabhamii
- Anopheles grassei
- Anopheles greeni
- Anopheles grenieri
- Anopheles griveaudi
- Anopheles guarao
- Anopheles guatemalensis
- Anopheles hackeri
- Anopheles hailarensis
- Anopheles halophylus
- Anopheles hamoni
- Anopheles hancocki
- Anopheles hargreavesi
- Anopheles harperi
- Anopheles harrisoni
- Anopheles hectoris
- Anopheles heiheensis
- Anopheles hermsi
- Anopheles hervyi
- Anopheles hilli
- Anopheles hinesorum
- Anopheles hispaniola
- Anopheles hodgkini
- Anopheles homunculus
- Anopheles hughi
- Anopheles hunteri
- Anopheles hyrcanus
- Anopheles implexus
- Anopheles incognitus
- Anopheles indefinitus
- Anopheles ininii
- Anopheles insulaeflorum
- Anopheles intermedius
- Anopheles interruptus
- Anopheles introlatus
- Anopheles inundatus
- Anopheles irenicus
- Anopheles jacobi
- Anopheles jamesii
- Anopheles japonicus
- Anopheles jebudensis
- Anopheles jeyporiensis
- Anopheles judithae
- Anopheles junlianensis
- Anopheles kalawara
- Anopheles karwari
- Anopheles keniensis
- Anopheles kingi
- Anopheles kleini
- Anopheles kochi
- Anopheles kokhani
- Anopheles kolambuganensis
- Anopheles koliensis
- Anopheles kompi
- Anopheles konderi
- Anopheles koreicus
- Anopheles kosiensis
- Anopheles kunmingensis
- Anopheles kweiyangensis
- Anopheles kyondawensis
- Anopheles labranchiae
- Anopheles lacani
- Anopheles laneanus
- Anopheles lanei
- Anopheles latens
- Anopheles leesoni
- Anopheles lepidotus
- Anopheles lesteri
- Anopheles letabensis
- Anopheles letifer
- Anopheles leucosphyrus
- Anopheles levicastilloi
- Anopheles lewisi
- Anopheles liangshanensis
- Anopheles limosus
- Anopheles lindesayi
- Anopheles listeri
- Anopheles litoralis
- Anopheles lloreti
- Anopheles longipalpis
- Anopheles longirostris
- Anopheles lounibosi
- Anopheles lovettae
- Anopheles ludlowae
- Anopheles lungae
- Anopheles lutzii
- Anopheles macarthuri
- Anopheles machardyi
- Anopheles macmahoni
- Anopheles maculatus
- Anopheles maculipalpis
- Anopheles maculipennis
- Anopheles maculipes
- Anopheles majidi
- Anopheles malefactor
- Anopheles maliensis
- Anopheles manalangi
- Anopheles mangyanus
- Anopheles marajoara
- Anopheles marshallii
- Anopheles marteri
- Anopheles martinius
- Anopheles mascarensis
- Anopheles mattogrossensis
- Anopheles maverlius
- Anopheles mediopunctatus
- Anopheles melanoon
- Anopheles melas
- Anopheles mengalangensis
- Anopheles meraukensis
- Anopheles merus
- Anopheles messeae
- Anopheles millecampsi
- Anopheles milloti
- Anopheles minimus
- Anopheles minor
- Anopheles minutus
- Anopheles mirans
- Anopheles moghulensis
- Anopheles montanus
- Anopheles mortiauxi
- Anopheles moucheti
- Anopheles mousinhoi
- Anopheles multicinctus
- Anopheles multicolor
- Anopheles murphyi
- Anopheles namibiensis
- Anopheles natalensis
- Anopheles nataliae
- Anopheles neghmei
- Anopheles neivai
- Anopheles nemophilous
- Anopheles neomaculipalpus
- Anopheles nero
- Anopheles nigerrimus
- Anopheles nigritarsis
- Anopheles nilgiricus
- Anopheles nili
- Anopheles nimbus
- Anopheles nimpe
- Anopheles nitidus
- Anopheles nivipes
- Anopheles njombiensis
- Anopheles noei
- Anopheles noniae
- Anopheles notanandai
- Anopheles notleyi
- Anopheles novaguinensis
- Anopheles nuneztovari
- Anopheles obscurus
- Anopheles occidentalis
- Anopheles oedjalikalah
- Anopheles ohamai
- Anopheles oiketorakras
- Anopheles okuensis
- Anopheles omorii
- Anopheles orientalis
- Anopheles oswaldoi
- Anopheles ovengensis
- Anopheles pallidus
- Anopheles palmatus
- Anopheles paltrinierii
- Anopheles paludis
- Anopheles pampanai
- Anopheles pantjarbatu
- Anopheles papuensis
- Anopheles paraliae
- Anopheles parangensis
- Anopheles parapunctipennis
- Anopheles parensis
- Anopheles parvus
- Anopheles patersoni
- Anopheles pattoni
- Anopheles pauliani
- Anopheles peditaeniatus
- Anopheles perplexens
- Anopheles persiensis
- Anopheles peryassui
- Anopheles petragnani
- Anopheles peytoni
- Anopheles pharoensis
- Anopheles philippinensis
- Anopheles pholidotus
- Anopheles pictipennis
- Anopheles pilinotum
- Anopheles pinjaurensis
- Anopheles pleccau
- Anopheles plumbeus
- Anopheles pollicaris
- Anopheles powderi
- Anopheles powelli
- Anopheles pretoriensis
- Anopheles pseudobarbirostris
- Anopheles pseudojamesi
- Anopheles pseudomaculipes
- Anopheles pseudopictus
- Anopheles pseudopunctipennis
- Anopheles pseudosinensis
- Anopheles pseudostigmaticus
- Anopheles pseudotibiamaculatus
- Anopheles pseudowillmori
- Anopheles pujutensis
- Anopheles pulcherrimus
- Anopheles pullus
- Anopheles punctimacula
- Anopheles punctipennis
- Anopheles punctulatus
- Anopheles pursati
- Anopheles quadriannulatus
- Anopheles quadrimaculatus
- Anopheles rachoui
- Anopheles radama
- Anopheles rageaui
- Anopheles ranci
- Anopheles rangeli
- Anopheles recens
- Anopheles refutans
- Anopheles reidi
- Anopheles rennellensis
- Anopheles rhodesiensis
- Anopheles riparis
- Anopheles rivadeneirai
- Anopheles rivulorum
- Anopheles rodhaini
- Anopheles rollai
- Anopheles rondoni
- Anopheles roperi
- Anopheles roubaudi
- Anopheles ruarinus
- Anopheles rufipes
- Anopheles rupicolus
- Anopheles sacharovi
- Anopheles salbaii
- Anopheles samarensis
- Anopheles sanctielii
- Anopheles saperoi
- Anopheles saungi
- Anopheles sawadwongporni
- Anopheles sawyeri
- Anopheles scanloni
- Anopheles schueffneri
- Anopheles schwetzi
- Anopheles separatus
- Anopheles seretsei
- Anopheles sergentii
- Anopheles seydeli
- Anopheles shannoni
- Anopheles similissimus
- Anopheles simlensis
- Anopheles sinensis
- Anopheles sineroides
- Anopheles sintoni
- Anopheles sintonoides
- Anopheles smaragdinus
- Anopheles smithii
- Anopheles soalalaensis
- Anopheles solomonis
- Anopheles somalicus
- Anopheles splendidus
- Anopheles squamifemur
- Anopheles squamosus
- Anopheles stephensi
- Anopheles stigmaticus
- Anopheles stookesi
- Anopheles stricklandi
- Anopheles strodei
- Anopheles subpictus
- Anopheles sulawesi
- Anopheles sumatrana
- Anopheles sundaicus
- Anopheles superpictus
- Anopheles swahilicus
- Anopheles symesi
- Anopheles takasagoensis
- Anopheles tasmaniensis
- Anopheles tchekedii
- Anopheles telamali
- Anopheles tenebrosus
- Anopheles tessellatus
- Anopheles theileri
- Anopheles theobaldi
- Anopheles thomasi
- Anopheles tibiamaculatus
- Anopheles tigertti
- Anopheles torakala
- Anopheles torresiensis
- Anopheles triannulatus
- Anopheles trinkae
- Anopheles turkhudi
- Anopheles ugandae
- Anopheles umbrosus
- Anopheles ungujae
- Anopheles upemba
- Anopheles vagus
- Anopheles walkeri
- Anopheles walravensi
- Anopheles vaneedeni
- Anopheles vanhoofi
- Anopheles vanus
- Anopheles vargasi
- Anopheles varuna
- Anopheles watsonii
- Anopheles wellcomei
- Anopheles wellingtonianus
- Anopheles vernus
- Anopheles veruslanei
- Anopheles vestitipennis
- Anopheles whartoni
- Anopheles vietnamensis
- Anopheles willmorei
- Anopheles wilsoni
- Anopheles vinckei
- Anopheles vulgaris
- Anopheles xelajuensis
- Anopheles xiaokuanus
- Anopheles xui
- Anopheles ziemanni